# Judengasse (Salzburg)

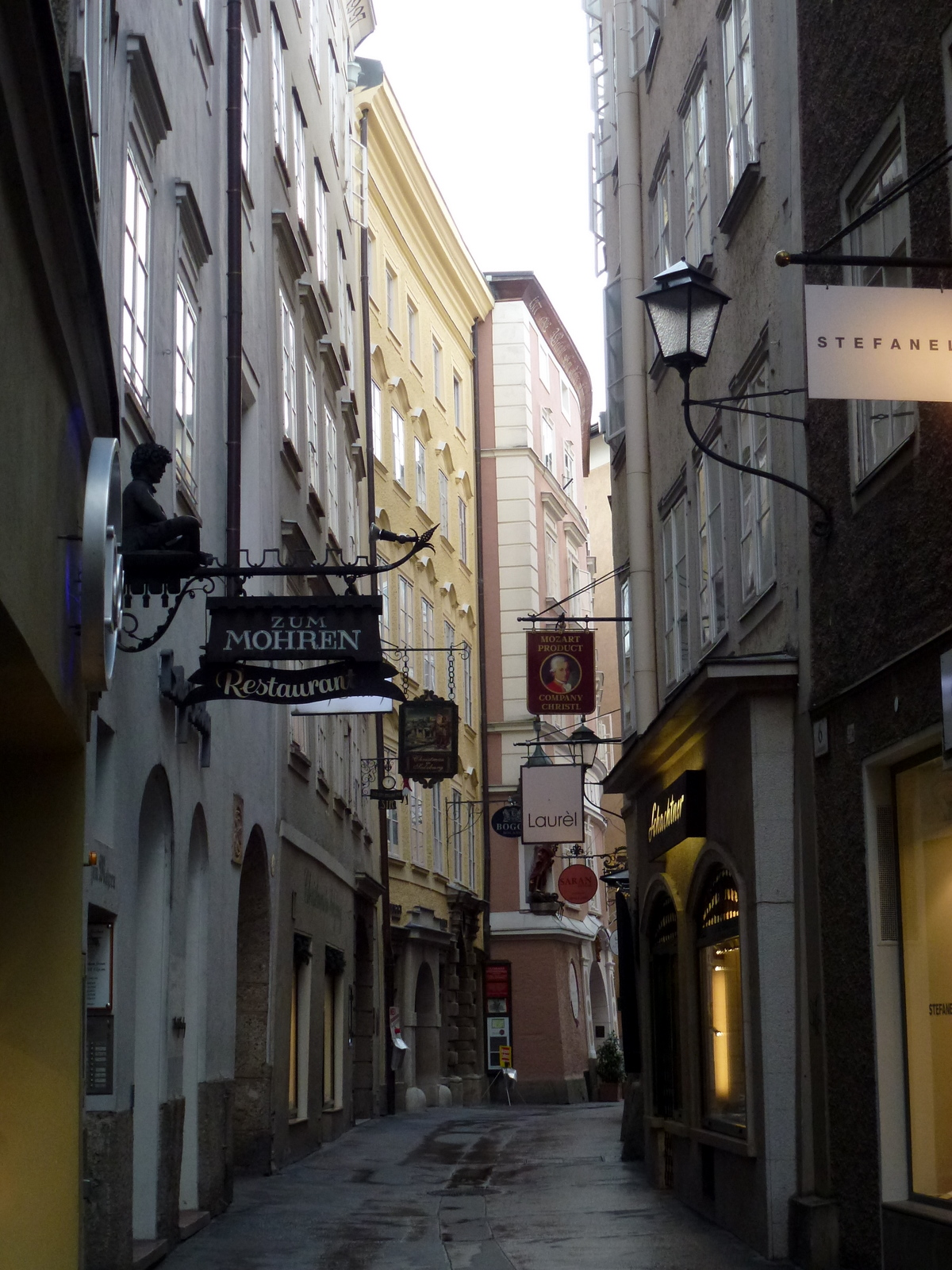
Blick auf die ehemalige Synagoge durch die Judengasse

Die Judengasse in der Altstadt der Stadt Salzburg zieht sich vom Waagplatz bis zum Kranzlmarkt.
Dort lebten im Mittelalter bis zur zweiten Judenvertreibung 1404 der Großteil der Salzburger Juden. Im Haus Judengasse 15 befand sich möglicherweise die Synagoge (genannt Judenschule). Am ältesten Rathaus der Stadt am Waagplatz wurde nach der letzten Judenvertreibung (1498) im Jahr 1520 eine Relieftafel angebracht, die ein Mutterschwein zeigt, das jüdische Kinder säugt. Die Tafel wurde im Volksmund Judensau genannt. Sie wurde 1785 auf Anordnung von Erzbischof Hieronymus von Colloredo wieder entfernt. 
Die einzelnen Häuser besaßen in historischer Zeit vielfach Eigennamen: 
- Haus Nr.  1    Wirtshaus zum Türkenkopf, Moserbräuhaus, Eggerbräuhaus, Köllerers Haus
- Haus Nr.  3    Guglbräu, Haus bei dem Türlein
- Haus Nr.  5    Fürskalberhaus
- Haus Nr.  8    Unteres Gruberhaus, Wagnerhaus (Hier weilte Franz Schubert 1825 als Gast des Kaufmannes Bauernfeind.)
- Haus Nr. 9     Sylbergerhaus (1423)
- Haus Nr. 10 Billichhaus
- Haus Nr. 12 Haus an der Porten
- Haus Nr. 13 Schwabengruebersche Behausung mit Mühle (1672–1684 Wohnhaus des Komponisten Heinrich Ignaz Franz Biber, zuvor auch : Ulrich des Mosärs Haus)
- Haus Nr. 15 Laubingerhaus (Lawbingerhaus, 1423), später ab 1656 Höllbräu

## Das Höllbräu (ursprünglich Laubingerhaus, heute Hotel Radisson Altstadt)
Im Keller des Gebäudes sind Teile eines äußeren Torturmes (porta) der alten staufischen Pfalz verborgen, die Friedrich Barbarossa vor 1270 anlegen ließ. Diese Pfalz besaß einen zentralen Palas, einen Bergfried und war von einem starken äußeren Wehrmauerring umgeben, aus dem wenige befestigte Tore ins Umland führten. Die Pfalz wurde samt dem zugehörigen Wehrmauerring von Konrad IV. von Fohnsdorf 1291 wieder zerstört, nachdem die Bürger der Stadt unterstützt vom Heer Ottos von Niederbayern gegen den Erzbischof aufbegehrt und sich hier verschanzt hatten. Ein Rest einer äußeren Toranlage dieser Pfalz des Stauferkönigs hat sich aber im Keller des Höllbräus erhalten.

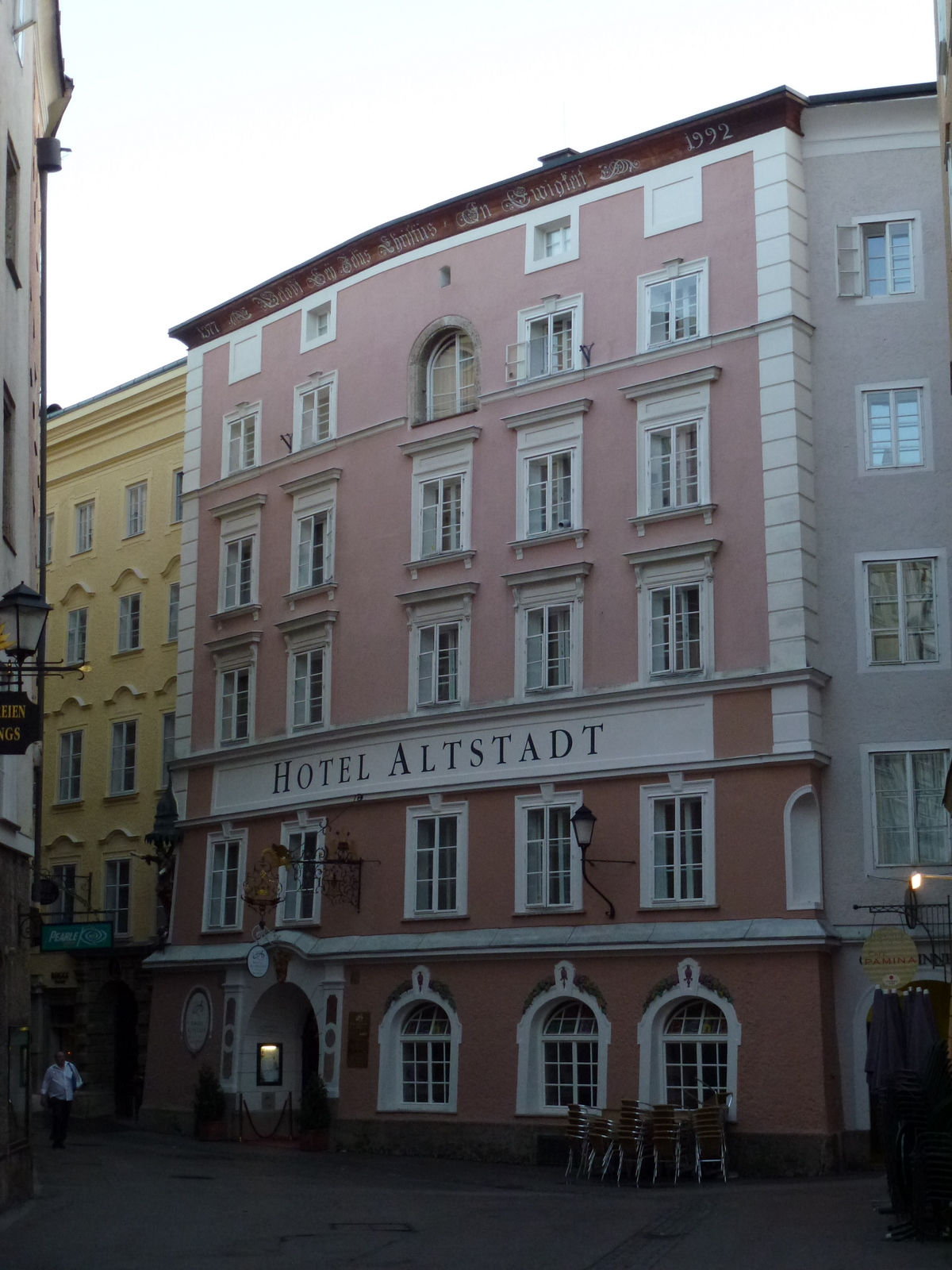
Das Höllbräu

Das erste kleine Gebäude an einem „Gässlein an die Salzach“ gelegen, stand zuerst allseitig frei. Im 14. Jahrhundert wurde zuerst der Zwischenraum zum westlichen Haus verbaut. Das Höllbräu wurde erstmals 1423 in einer Urkunde erwähnt und gehörte damals einem Hans Laubinger. 1449 wird das Gebäude erstmals als „prewhaus“, als Bräuhaus im Eigentum von Michael Laubinger genannt. Neben dem Guglbräu war es so das zweite Bräuhaus der Gasse. Nach der Familie Laubinger benannt, war das Höllbräu lange Zeit als Laubingerhaus bekannt. Die salzachseitige Stadtmauern wurden durch Erneuerung und Verstärkungen im Lauf der Jahrhunderte schrittweise zur Salzach hin verschoben, wodurch auch das Höllbräu allmählich immer neue Anbauten und Zubauten erhielt, die zu einem insgesamt stark verschachtelten und aufs Erste unübersichtlichen Gesamtbau führten. 
Im 18. Jahrhundert war das Höllbräu ein typischer Salzburger Braugasthof, der weiterhin das ausgeschenkte Bier selbst braute. Das Sudhaus, die Malztenne und die Stallungen lagen etwas abseits. (Der Kellner schlief – wie damals sehr häufig – stets in einem Bett im Eck der Gaststube.) Um 1900 wurde das Höllbräubier auch in verschiedenen anderen Gaststätten ausgeschenkt. Die harte Kriegszeit machte aber dann das selbständige Bierbrauen für viele kleine Wirtshäuser unmöglich, zudem konnten Großbrauereien nun zunehmend Flaschenbier mit der Bahn billig befördern. 1922 wurde die Bierbrauerei eingestellt.
Die heutige Fassade im Erdgeschoß wurde nach einem 1910 erstellten Plänen von Franz Zell in den Jahren um 1927 ausgeführt. Damals kam auch die Statue des Hl. Michaels an seinen heutigen Ort, eine Figur, die durch Flammenschwert und Seelenwaage erkennbar ist. Der Blick des Engels geht hinunter zur Judengasse und schützt gleichsam die Gasse. Die Figur selbst stammt aus dem frühen 17. Jahrhundert. Bemerkenswert ist im 1. Stock des Gebäudes auch ein Saal mit einer schmuck bemalten Holzbalkendecke aus dem Ende des 16. Jahrhunderts. Im Kellerbereich des Hauses fließt ein Arm des Almkanales (Höllbräuarm), der als Mühle für den Brauereibedarf genutzt wurde. Bemerkenswert sind auch zwei mittelalterliche Zisternen im Keller des Hauses und verschiedene Reste alter Stadtmauern in der Bausubstanz.
Seit 1907 steht das mittelalterliche Nebenhaus (Döllerergässchen 8, Döllerhaus, früher Ochenpueglerhaus) und das direkt anschließende Höllbräu unter einem Besitzer. Seit etwa 1992 wird das Haus ein Hotel der gehobenen Kategorie geführt und besitzt den neuen Namen Radisson Altstadt.

## Die Judengasse heute
Die Judengasse ist neben der Getreidegasse eine bekannte Geschäftsstraße. Hier befinden sich viele Läden in alten mittelalterlichen Gewölben. Es gibt auch auf der Seite gegen die Salzach einige Nachtlokale und Irish Pubs. Der Rudolfskai an der Salzach kann über diese Lokale erreicht werden. Daneben gibt es unter anderen das Hotel zum Mohren, die Goldene Ente und andere bekannte Altstadthotels.